# Faysal Ben Ahmed
Faysal Ben Ahmed (7 marzo 1973) è un ex calciatore tunisino, di ruolo centrocampista.